# ألكسندر جيفانوفيتش
ألكسندر جيفانوفيتش هو لاعب كرة قدم صربي في مركز الدفاع، ولد في 8 أبريل 1987 في نيش في صربيا. لعب مع رادنيتشكي نيش وملادوست لوتشاني ونادي تشوكاريتشكي ونادي ياغودينا وهايدوك كولا.

## وصلات خارجية
- ألكسندر جيفانوفيتش على موقع الاتحاد الأوربي (الإنجليزية)
- ألكسندر جيفانوفيتش على موقع قاعدة بيانات كرة القدم.إي يو (الإنجليزية)
- ألكسندر جيفانوفيتش على موقع Soccerway.com (الإنجليزية)
- ألكسندر جيفانوفيتش على موقع عالم كرة القدم.نت (الإنجليزية)